# Joachim Krause (Schriftsteller)
Joachim Krause (* 1946 in Ehrenhain bei Nobitz) ist ein deutscher Schriftsteller, Sachbuchautor und Theologe.

## Leben
Der Vater Christian Krause, geboren 1914 in Meerane, war evangelischer Pfarrer und heiratete im April 1943 (Kriegstrauung) Margarete Liebelt, geboren 1915 in Ehrenhain. Joachim Krause wurde 1946 in der sowjetischen Besatzungszone geboren und verbrachte ab 1953 seine „Dorfkinderzeit“ in Schönberg bei Meerane. Nach dem Abitur in Meerane folgte ab 1965 das Chemiestudium an der Technischen Universität Dresden, das er im Jahr 1970 als Diplom-Chemiker beendete. Anschließend war er von 1970 bis 1982 als wissenschaftlicher Mitarbeiter in der Zentralstelle für Korrosionsschutz in Dresden tätig. Gleichzeitig wirkte er als Liedtexter für DDR-Rockmusik-Gruppen wie Panta Rhei, Klaus-Lenz-Band, Horst-Krüger-Band und Puhdys. Sein letzter Rocktext war Am Abend mancher Tage für die Gruppe Lift.
Nach 1978 engagierte er sich in der kirchlichen Umweltbewegung der DDR und absolvierte von 1979 bis 1982 ein Fernstudium der Theologie. Im Jahr 1982 zog er mit Ehefrau und Kindern nach Schönberg um, wo seine Familie vorher schon gewohnt hatte. Anschließend war er von 1982 bis 2010 „Beauftragter für Glaube, Naturwissenschaft und Umwelt“ in der Evangelisch-Lutherischen Landeskirche in Sachsen.
Bereits 2012 verfasste Joachim Krause eine Abhandlung zu Charles Darwin und dessen Verhältnis zur christlichen Religion. Er redigierte Tagebücher und Briefwechsel seiner Eltern und Verwandten aus der Zeit von 1933 bis Ende 1945 und gab Auszüge daraus im Jahr 2016 unter dem Titel Fremde Eltern heraus. Die Übersetzungsrechte erwarb für 2018, Arbeitstitel Onbekende Erfenis, der niederländische Verlag J. M. Meulenhoff. Für das Buch wurde der Autor im Dezember 2018 mit dem Ur-Krostitzer Jahresring 2018 ausgezeichnet.
In der Monografie Im Glauben an Gott und Hitler setzte sich der Autor mit der Strömung des deutschen Protestantismus „Deutsche Christen“ aus dem Wieratal auseinander. Für dieses Buch wurde Krause am 26. Oktober 2018 mit dem 2. Preis beim Sächsischen Landespreis für Heimatforschung 2018 gewürdigt.

## Veröffentlichungen (Auswahl)
Bücher
- „Am Abend mancher Tage“. Eine Spurensuche in Mitteldeutschland. Wartburg Verlag, Weimar 2008, ISBN 978-3-86160-401-3.
- Was Charles Darwin geglaubt hat. Wartburg Verlag, Weimar 2012, ISBN 978-3-86160-251-4.
- Die Verschiebung des Horizonts. Eine Spurensuche im Terminkalender. Erlebnisbericht. Wartburg Verlag, Weimar  2014, ISBN 978-3-86160-265-1.
- (als Red. / Hrsg.): Fremde Eltern. Zeitgeschichte in Tagebüchern und Briefen 1933–1945. Sax Verlag, Markkleeberg 2016, ISBN 978-3-86729-177-4.
  - niederländische Übersetzung: Onbekende erfenis. Een familie- en oorlogsgeschiedenis in dagboeken en brieven: 1933–1945. J. M. Meulenhoff, Amsterdam 2018, ISBN 978-90-290-9254-8.
- Im Glauben an Gott und Hitler. Die „Deutschen Christen“ aus dem Wieratal und ihr Siegeszug ins Reich von 1928 bis 1945. Sax Verlag, Markkleeberg 2018, ISBN 978-3-86729-212-2.

Publikationen
- „… nicht das letzte Wort“.  Kernenergie in der Diskussion.  Kirchl. Forschungsheim, Wittenberg 1985.
- Tips für umweltgerechtes Verhalten im Alltag. Kirchl. Forschungsheim, Wittenberg 1985.
- seit 2003: Broschürenreihe Schönberger Blätter mit mehr als 80 Titeln.
- In Würde sterben. Sterbebegleitung, Sterbehilfe, Euthanasie. Für das Gespräch in Kirchgemeinden, Krankenhäusern, Pflegeeinrichtungen und Bildungsstätten. Diakonisches Werk der Ev.-Luth. Landeskirche Sachsens, Diakonisches Amt, Radebeul 2004.